# Laocoon
Laocoon (în greacă veche Λαοκόων, transliterat: Laokóōn, AFI: [laokóɔːn], de la λαός, laos, „oameni” și κοέω, koêô, „a înțelege”, „cel care îi înțelege pe oameni”), fiul lui Acoetes⁠(d), este un personaj din mitologia greacă și romană, care apare în poemele epice antice ale ciclului troian⁠(d) și în epopeea Eneida. Era un preot troian al zeului Apollo care a fost atacat și ucis, împreună cu cei doi fii ai săi, de doi șerpi marini uriași trimiși de zei. Povestea lui Laocoon a fost subiect pentru numeroși artiști, atât în antichitate, cât și în perioada modernă.

## Mitul inițial
Cea mai detaliată descriere a sorții îngrozitoare a lui Laocoon a fost realizată de Quintus din Smyrna în poemul său epic Posthomerica, o versiune ulterioară, literară, a evenimentelor care au urmat Iliadei. Potrivit lui Quintus, după falsa ridicare a asediului Troiei și plecarea oștilor grecești, Laocoon i-a implorat pe troieni să dea foc Calului troian pentru a se asigura că nu este o înșelătorie a aheilor. Zeița Atena, supărată pe el și pe troieni, a zguduit pământul din jurul picioarelor lui Laocoon și l-a orbit în mod dureros. Troienii, care erau martori la această cumplită tragedie, au presupus că Laocoon și-a primit pedeapsa divină pentru faptul că a pus la îndoială caracterul sacru al calului de lemn și l-a pângărit lovindu-l cu sulița, cal pe care Sinon⁠(d), soldatul grec care s-a prefăcut că este un dezertor din marea oaste a lui Agamemnon, îl descria ca fiind un prinos adus zeilor de către ahei pentru a fi iertați de distrugerile pe care le făcuseră în timpul celor zece ani ai Războiului troian și pentru a ajunge cu bine la casele lor.
Deoarece Laocoon nu renunța să încerce să-i convingă pe troieni să ardă calul de lemn, zeița Atena l-a pedepsit și mai crunt. Ea a trimis doi șerpi de mare uriași să-l sugrume pe el și pe cei doi fii ai săi. Într-o altă versiune a mitului, se spune că Poseidon a trimis șerpii de mare să-l ucidă pe Laocoon și pe fiii săi. Conform lui Quintus din Smyrna și lui Pseudo-Apollodorus⁠(d), șerpii i-au ucis doar pe cei doi fii ai lui Laocoon, în timp ce Eutychius Proclus⁠(d), în Crestomatia sa, spune că șerpii l-au ucis pe Laocoon și doar pe unul dintre fii săi. Hyginus, în Fabulae și Vergilius în Eneida relatează că șerpii i-au ucis atât pe Laocoon cât și pe cei doi fii ai săi, Antiphantes și Thymbraeus.

## Varianta lui Vergilius
Cea mai cunoscută relatare a mitului despre Laocoon și tragicul său destin, este cea din epopeea Eneida, scrisă de poetul roman Publius Vergilius Maro (70–19 î.Hr.). În cartea a II-a a epopeii, Aeneas îi povestește reginei Cartaginei, Didona, care îi găzduise pe troienii aruncați de furtună pe țărmurile Africii, evenimentele care au dus la cucerirea Troiei de către ahei, la sfârșitul celor zece ani de război.
Agamemnon și celelalte căpetenii ale aheilor, dezamăgiți de faptul că după zece ani de eforturi, suferințe și pierderi umane însemnate nu reușiseră să câștige războiul, au acceptat planul lui Ulise: construirea unui gigantic cal de lemn, gol în interior, în care să se ascundă un grup de războinici de elită cu speranța că vor pătrunde astfel în interiorul Troiei. Calul a fost construit de Epeius⁠(d), după îndrumările zeiței Atena, iar în el s-au ascuns cei mai de seamă războinici greci, printre care: Diomede, Menelaus, Aiax din Locres, Demophon din Atena⁠(d), Epeius, Filoctet⁠(d), Idomeneus⁠(d),Menestheus⁠(d), Neoptolemus⁠(d), Teucros⁠(d) și, bineînțeles, Ulise. Restul oștirii, sub comanda lui Agamemnon, a abandonat taberele, arzând resturile acestora și s-a îmbarcat pe corăbii, îndreptându-se spre insula Tenedos⁠(d).
Troienii s-au bucurat foarte mult văzând că grecii au plecat, și crezând că războiul s-a încheiat, au început o dezbatere aprinsă pe tema calului de lemn, nefiind siguri de semnificația acestuia. Unii erau de părere să îl arunce de pe stânci, alții să îi dea foc, în timp ce unii se gândeau să îl ducă în cetate și să-l dedice zeiței Atena. Casandra era împotriva păstrării calului, profețind șiretlicul aheilor, dar, ca de obicei, nu a fost crezută, din cauza blestemului lui Apollo (ca nimeni să nu creadă profețiile ei).
Laocoon, preot al zeului Apollo, bănuind și el că acest cal de lemn era doar o înșelătorie, le-a cerut troienilor să renunțe la ideea de a duce calul în interiorul cetății, ci mai bine să-l incendieze, pentru a fi mai siguri că nu vor avea de pătimit din cauza acestui nou șiretlic al aheilor. Mai mult, pentru a-și convinge concetățenii să distrugă „darul otrăvit” al grecilor, a aruncat cu putere o suliță în coastele calului de lemn, din interiorul căruia s-a auzit zăngănitul armelor aheilor ascunși acolo. Dar, chiar în acest moment a fost adus fugarul Sinon⁠(d), care se predase ostașilor troieni, acesta reușind prin minciunile plănuite de Ulise să-l convingă pe regele Priam de faptul că acel cal reprezenta o imagine sacră dedicată zeiței Atena.
Laocoon a fost redus definitiv la tăcere prin apariția intempestivă a doi șerpi uriași, care ieșind din apele mării, i-au ucis pe cei doi fii ai lui Laocoon. Acesta a sărit în ajutorul lor, dar în zadar: cei doi șerpi s-au încolăcit în jurul lui și l-au sugrumat, Laocoon murind în chinuri groaznice. Troienii prezenți la această scenă terifiantă au fost convinși că aceasta a fost pedeapsa zeiței Atena pentru sacrilegiul lui Laocoon, care lovise cu sulița calul de lemn.
După cumplita moarte a lui Laocoon, nimeni nu s-a mai opus aducerii calului de lemn în interiorul cetății. Deoarece dimensiunile calului nu permiteau trecerea lui pe la poarta principală a Troiei, a fost dărâmată o porțiune din zidul de apărare, pe unde a fost introdus calul în cetate. O euforie excesivă i-a cuprins pe toți locuitorii cetății, inclusiv pe ostașii care ar fi trebuit să asigure paza zidurilor, convinși că îndelungatul război se terminase cu bine pentru ei. Troienii au sărbătorit până târziu în noapte, vinul curgând în valuri. După miezul nopții, când luna plină se ridicase pe cer, Sinon a semnalat cu o făclie flotei grecești care staționa în spatele insulei Tenedos că se poate întoarce la Troia. În același timp, aheii ascunși în calul troian au ieșit și au ucis gărzile. Împreună cu grosul oștirii grecești, care debarcase în grabă după semnalul lui Sinon și care năvălise în cetate prin porțiunea de zid dărâmată pentru a se face loc calului troian, au început masacrul troienilor adormiți și moleșiți de vinul băut cu ocazia sărbătoririi presupusei lor victorii. După uciderea majorității bărbaților troieni și luarea în robie a femeilor și copiilor, aheii au ars complet Troia și au plecat pe mare spre Elada.
Celebrul vers din Eneida (Cântul II, 49), prin care Laocoon îi avertizează pentru ultima oară pe troieni:
Quidquid id est, timeo Danaos et dona ferentis
în traducere liberă „orice ar fi, mă tem de greci chiar și atunci când aduc daruri”, a devenit ulterior un dicton⁠(d) („ferește-te de grecii care aduc daruri”) care transmite un avertisment referitor la „darurile otrăvite”.

## Alte descrieri clasice
În secolul al V-lea î.Hr., Sofocle a scris o tragedie, Laokóōn, care nu s-a mai păstrat, dar despre care există comentarii din acea perioadă ale altor scriitori greci. Laocoon este prezentat în această tragedie ca preot al lui Apollo care ar fi trebuit să fie celibatar, dar totuși el se căsătorise, supărându-l pe zeu. Acest fapt, la care s-a adăugat sacrilegiul făcut prin împlântarea suliței în coastele Calului troian, presupus a fi sacru, l-a făcut pe Apollo să-l pedepsească cumplit pe Laocoon, trimițând șerpii ucigași. În versiunea lui Sofocle, șerpii i-au ucis doar pe cei doi fii ai lui Laocoon, lăsându-l pe acesta în viață pentru a suferi cumplit și a se căi pentru jignirea adusă zeului.

## Mitul lui Laocoon reflectat în literatură
În perioada modernă, destinul tragic al lui Laocoon a fost reflectat în diverse opere literare.
Astfel, Lessing, în eseul său Laokoon oder Über die Grenzen der Malerei und Poesie („Laocoon, sau despre limitele picturii și ale poeziei”) stabilește standardele pentru discuția despre principiile teoretice estetice și literare, susținând, printre altele, că dramaturgii ar trebui să își desfășoare activitatea lucrând direct cu companiile de teatru, nu izolat. Daniel Albright⁠(d) reia tema rolului lui Laocoon în estetică în cartea sa Untwisting the Serpent: Modernism in Literature, Music, and other Arts.
În romanul său din 1958, The End of the Road, John Barth descrie trăirile interioare ale eroului principal, Jake, atunci când privește un bust al lui Laocoon sculptat de un unchi al său și pe care îl păstrează pe șemineu. La fel ca Laocoon și Jake se simte înlănțuit de către șerpii „Cunoaștere” și „Imaginație”, care de mult timp nu îl mai ispitesc, ci îl anihilează. Acest lucru se reflectă în grimasa lui Laocoon, pe care Jake o consultă frecvent și o interpretează în funcție de starea sa de spirit: cu admirație, frustrare sau indiferență. După dezastrul cu care se sfârșește căsnicia sa, Jake îi spune bustului: „Am ajuns prea departe” și îl abandonează împreună cu jobul, mașina și apartamentul său.
În nuvela Colind de Crăciun, de Charles Dickens (1843), personajul principal, Ebenezer Scrooge, se trezește în dimineața de Crăciun, „făcându-și un Laocoon perfect cu ciorapii săi”. Și scriitoarea americană Joyce Carol Oates se referă la Laocoon în romanul ei din 1989 American Appetites⁠(d).
Scriitoarea americană Barbara Tuchman⁠(d) își începe cartea The March of Folly: From Troy to Vietnam („Marșul nebuniei: de la Troia în Vietnam”) cu o analiză amplă a legendei despre Laocoon.
Poeta și romanciera americană Marge Piercy⁠(d) a inclus în volumul său Stone, Paper, Knife, publicat în 1983, un poem intitulat Laocoön is the name of the figure, relatând dragostea pierdută și începutul acesteia, iar John Steinbeck amintește de Laocoon în celebrul său roman La răsărit de Eden, referindu-se la o imagine cu „Laocoon complet încolăcit de șerpi”, atunci când descrie reproducerile după lucrări de artă agățate în sălile de clasă de la școala din Salinas Valley.

## Mitul lui Laocoon reflectat în artele plastice
Cea mai cunoscută operă de artă care înfățișează moartea cumplită a lui Laocoon este grupul statuar Laocoon și fiii săi, atribuită de Plinius cel Bătrân sculptorilor Agesander, Athenodoros și Polydorus din Rodos, care se află în prezent la Muzeele Vaticane din Roma.
Deși în Evul Mediu se credea că această statuie antică fusese pierdută sau distrusă definitiv, la 14 ianuarie 1506 ea a fost dezgropată întâmplător într-o vie din apropierea bazilicii Santa Maria Maggiore din Roma. Papa Iulius al II-lea l-a trimis acolo pe arhitectul Giuliano da Sangallo⁠(d), care, împreună cu Michelangelo, a identificat sculptura ca fiind identică cu cea descrisă de Plinius cel Bătrân în lucrarea sa enciclopedică Naturalis Historia. La data acestei descoperiri, grupului statuar îi lipseau unele părți componente, dintre care: brațul drept al lui Laocoon, brațul drept al unuia dintre fiii săi, mâna dreaptă a celuilalt fiu, precum și unele părți ale șerpilor marini. Starea sculpturii așa cum era când a fost descoperită este reflectată în desenele și gravurile realizate de către Giovanni Antonio da Brescia⁠(d) (una dintre aceste gravuri este păstrată într-un muzeu din Düsseldorf).
Ulterior, au fost realizate copii ale acestei vestite opere de artă de către diverși artiști, remarcându-se, printre altele, cea făcută de Baccio Bandinelli. Aceste copii prezintă sculptura completă (cu reconstituiri conjecturale ale pieselor lipsă) și se află în prezent în Rodos (la Palatul Marelui Maestru al Cavalerilor de Rodos, în Roma, în Florența (la Galeria Uffizi), la Odesa (în fața Muzeului de Arheologie) etc.
Mitul lui Laocoon a servit ca sursă de inspirație și pentru unii artiști plastici renascentiști și moderni. O astfel de lucrare remarcabilă este Laocoon⁠(d), o pictură în ulei pe pânză, operă a lui El Greco, realizată în 1609. Pe fundalul unui cer înnorat, în prim plan este reprezentată scena violentă a morții lui Laocoon și a fiilor săi, iar în depărtare, în mod simbolic, un cal se îndreaptă spre Troia (pentru care pictorul folosește peisajul urban al orașului Toledo, de la începutul secolului al XVII-lea). Unul dintre fii zace mort, în timp ce celălalt fiu și Laocoon se luptă cu șerpii, dar sunt pe cale să fie mușcați. În dreapta, două personaje nude care par să nu se calce pe pământ, ci mai degrabă levitează ușor, contemplă scena. Unul dintre aceste personaje, a cărui față este întoarsă invers, este interpretat de către criticii de artă ca simbolizând regretele pictorului. În prezent, această pictură se află la Galeria Națională de Artă din Washington, D.C.

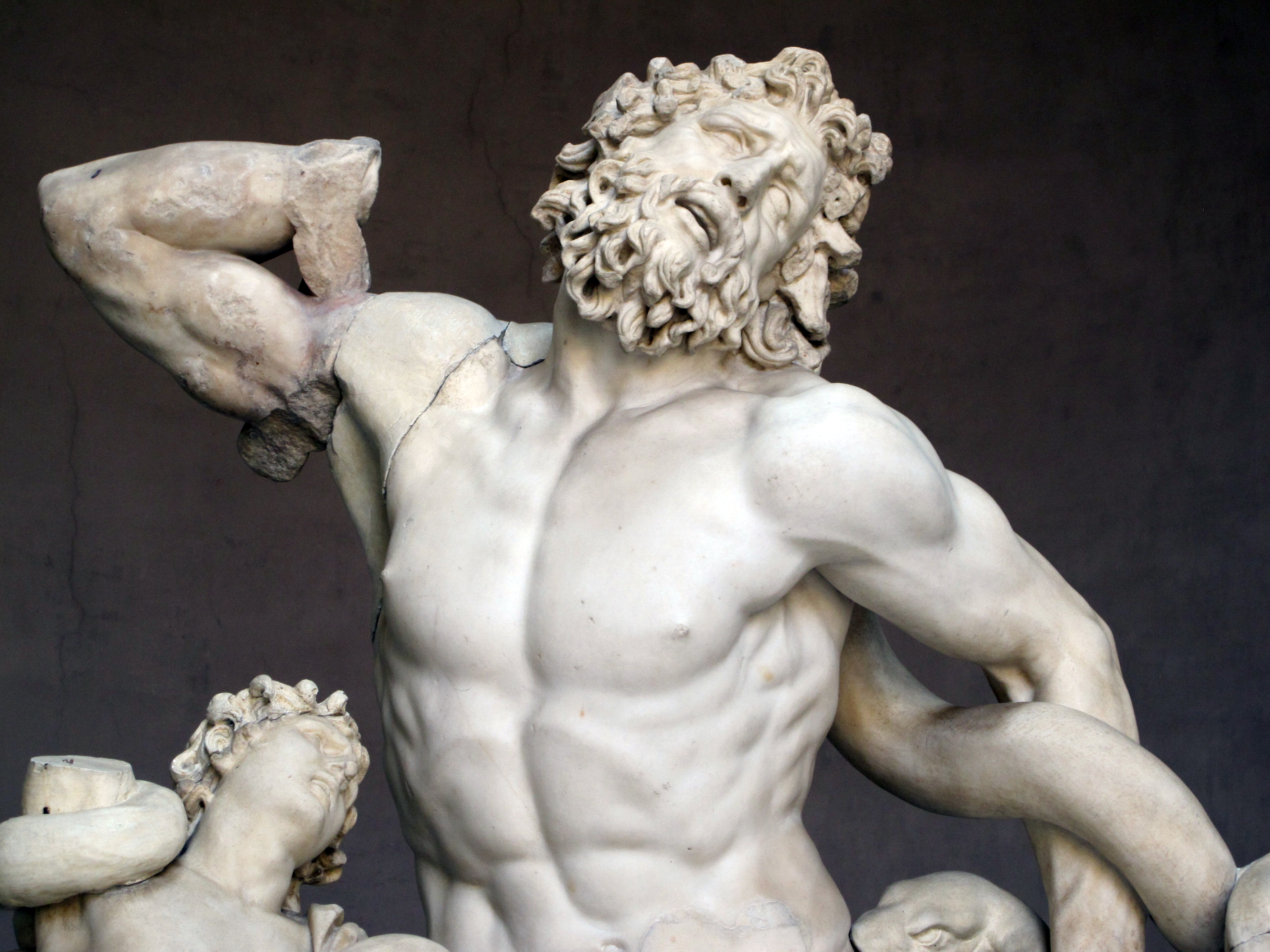
Grupul statuar Laocoon și fiii săi, detaliu
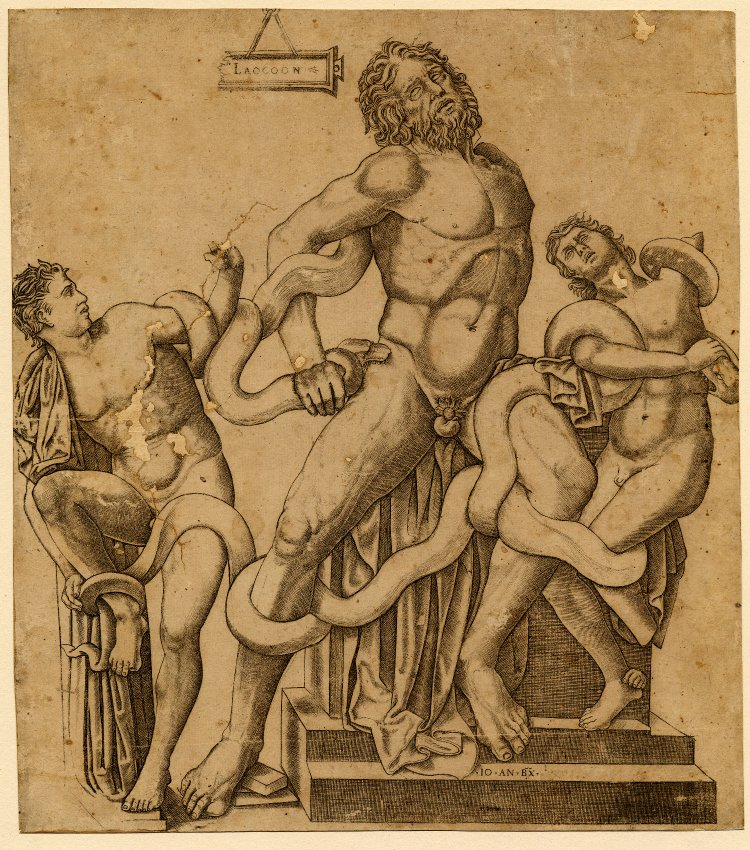
Gravură de Giovanni Antonio da Brescia⁠(d)
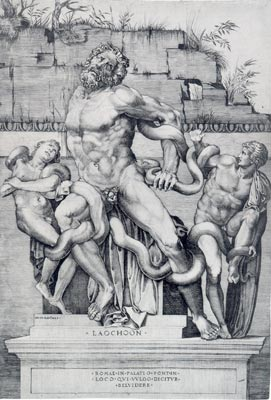
Gravură de Marco Dente⁠(d)
Laocoon, pictură de El Greco
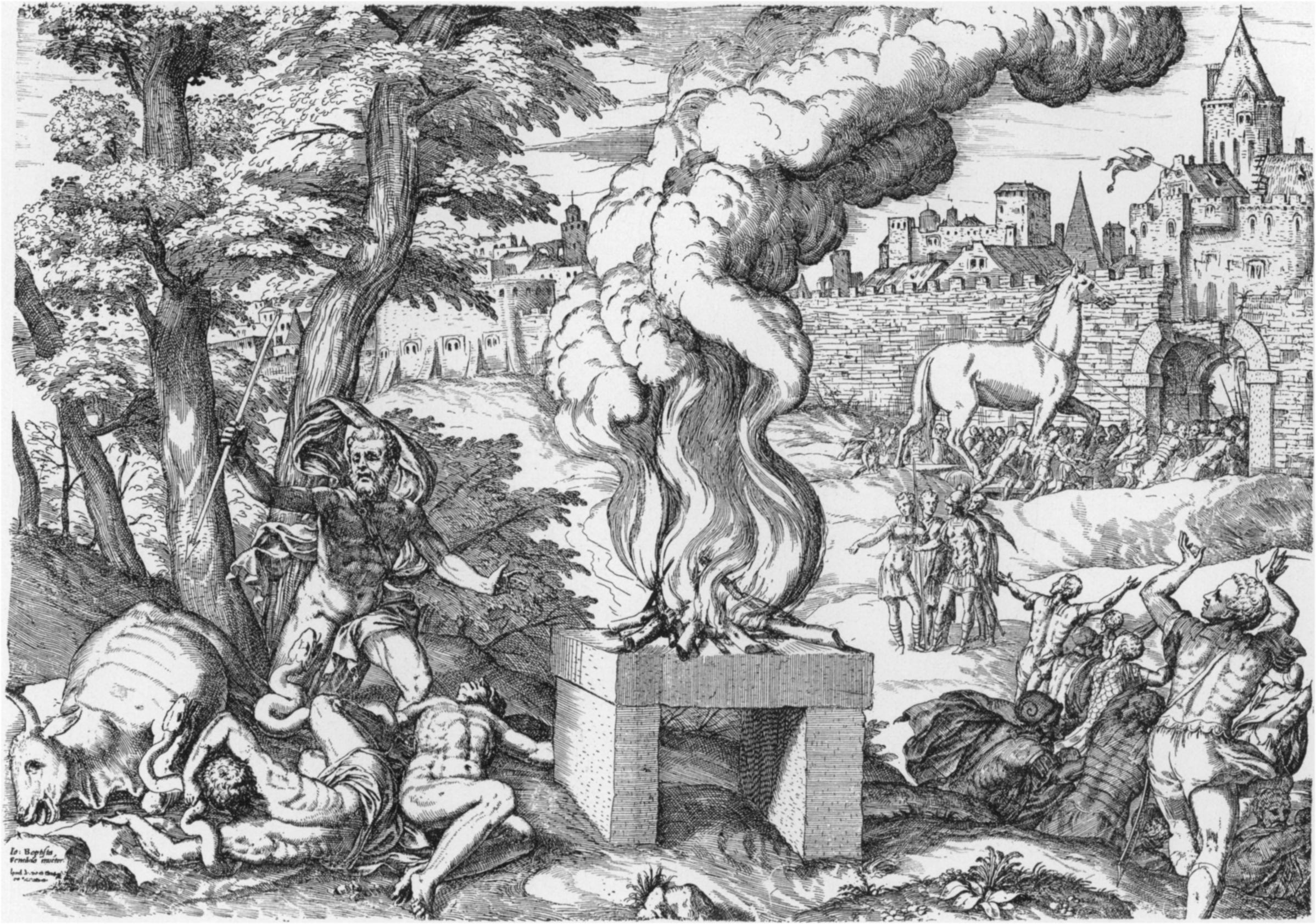
Laocoon și Calul troian, gravură de Giovanni Battista Fontana⁠(d), secolul. XVI